# Jones Lang LaSalle

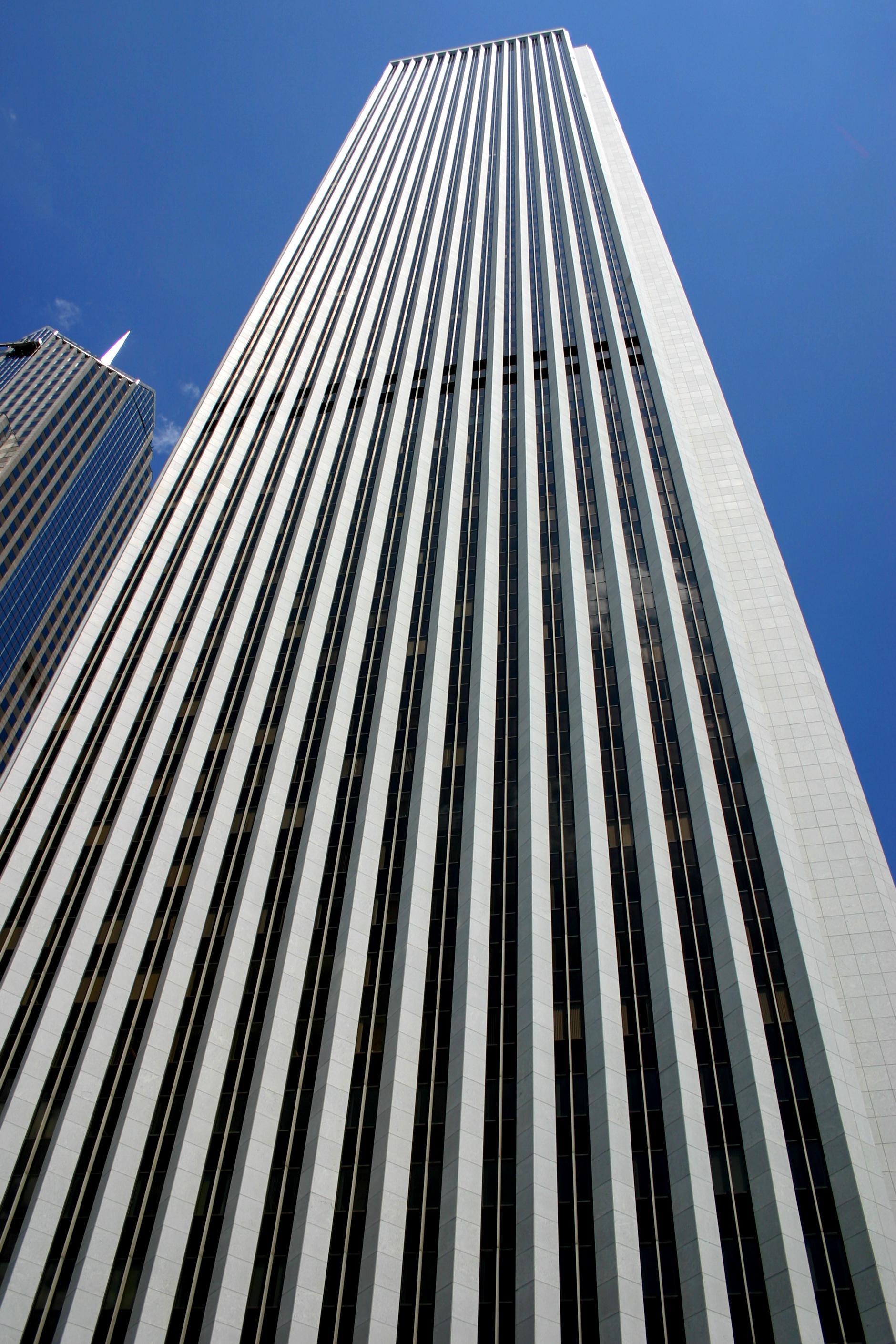
Aon Center, v němž sídlí centrála firmy (Chicago, USA)

JLL je mezinárodní realitní poradenská společnost. Zabývá se pronájmem kanceláří, obchodů a logistických parků, průzkumem trhu a oceňováním nemovitostí.

## Historie
Na český trh vstoupila společnost v roce 1992. V roce 2018 měla JLL více než 92 000 zaměstnanci v přibližně 300 kancelářích ve více než 80 zemích světa.